# Jurán Vidor
Jurán Vidor (Eperjes, 1879. december 30. – Gnézda, 1963. július 5.) tanító, vadász, író, szerkesztő.

## Élete
Édesapja, Jurán Ferenc Lackován volt tanító, édesanyja Kozsig (Kozsight) Leopoldina. A családban magyarul, németül és szlovákul (szepesi-gorál nyelvjárásban) egyaránt beszéltek. Ő maga mindig magyarnak vallotta magát, de inkább „hungarus” értelemben. Öt testvére volt: Franciska (Giza, *1877. nov. 27.), Rezső (*1882. ápr. 1.), Gabriella (Ella, *1884. jún. 9.), Irma (Irena, *1886. jún. 7.), Vilmos (*1888. máj. 4), akik mind Gnézdán születtek. Az elemi iskolát Gnézdán, a gimnázium I. osztályát (1890/1891) a podolini piarista gimnáziumban végezte, ahol együtt járt az akkor IV. osztályos Krúdy Gyulával. 
Később apja nyomán a tanítói pályát választotta. 1899-ben végzett az iglói tanítóképzőben. Tanított Szepesváralján, Ipolyságon, Korompán (Krompach), rövid ideig otthon, Gnézdán is, de leghosszabb ideig, 35 évig Szepesbélán, mint a német elemi iskola igazgatója.
1903-ban feleségül vette Irányi Dániel ólublói járási bíró lányát, Margitot (†1932). Három gyermekük született, közülük László erdőmérnök lett, és a második világháborúban esett el, Margit (1912–1989) pedig Vácon hunyt el. Második felesége a gnézdai Prokopovič családból származott.
Az első világháborúban határőrként szolgált a Kárpátokban, majd a háború végén, 1917/1918-ban az olasz fronton, a Piavenél, ahol fogságba esett. 1919-ben tért vissza Szepesbélára, ahol folytatta a tanítást.

## Vadászati tevékenysége
Fiatal korától vadászott édesapjával együtt, és erre a Szepességben szinte korlátlan lehetőség volt. Nagy hatással volt rá Bethlenfalvy Ernő (1880-1955) hunfalvai birtokos természetvédelmi gondolkodásmódja. Tagja volt az 1860-ban alapított szepesbélai vadásztársaságnak, majd 1920-ban alapítója az első csehszlovákiai vadász egyesületnek (Loveckého ochranného spolku pre Slovensko, Szlovákiai Vadász és Természetvédő Egyesület).
Első vadászati tárgyú írását a Szepesi Lapok közölte 1901-ben (Október végén). Élete során összesen közel 300 cikke jelent meg a Halászat, Vadászat és Állatvilág, A Természet, Prágai Magyar Hírlap újságokban, valamint az Eperjesen és Budapesten kiadott Nimród szaklapokban, kizárólag magyar nyelven. Ezeket sokszor álnév alatt közölte (Csöndes László, Nyilas Pál, Orosz Sándor, Bors, Nimród, Regős).
1914-ben már nyomdakész volt első könyve Az erdő regél címmel a budapesti Franklin Társulatnál, de az első világháború kitörése miatt nem jelenhetett meg
Lapszerkesztőként elsőként az Eperjesen megjelenő Nimród lapot készítette Bohrandt Lajossal  együtt, 1923 és 1927 között, majd 1927-től a Vadászlap főszerkesztője volt, amely hol egyesült, hol szétvált szlovák testvérlapjáról (Lovec). E lapokban nemcsak vadászélményeiről, hanem kiállításokról és egyéb aktuális kérdésekről is írt. Szerepe volt a zerge (1923), a barna medve (1932) és a túzok vadászatának betiltásában. 1932-ben Poprádon szervezett vadászati kiállítást.
1945 után, mint német iskolai tanár, aki magát magyarnak vallotta, egy időre elveszítette csehszlovák állampolgárságát, és csak a szerencsének volt köszönhető, hogy elkerülte a deportálást Magyarországra vagy Németországba.
Visszatért Gnézdára, ahol haláláig élt. Egy idő múlva publikálhatott is A Hét és a Szabad Földműves című lapokban. Élete végén megérte, hogy a Szlovákiai Szépirodalmi Kiadó 1958-ban Pozsonyban megjelentette 1914-ben összeállított könyvét Ordasok címmel, majd 1960-ban Vadászkrónika című kötete is napvilágot látott, bár ebben nem sok öröme volt, mert a cenzúra sok mindent kihagyott belőle.
Kéziratban maradt viszont Don Péter című önéletrajzi regénye, amely podolini és iglói diákéveiről szól, bár 1996-tól részleteket közölt belőle a Szlovákiai Vadászkaledárium, valamint a Négy felvidéki vadász és a Szepességi vadászhistóriák című gyűjteményes kötetek.

## Művei
- 1935 Moje stretnutia s medveďmi. In: Cyprián Čech - František Vodička - Viliam Záborský (ed.): Naša zverina. Bratislava
- 1955 Holló terjeszkedése Szlovenszkóban. Aquila 59-62, 389
- Kárpáti ordasok. Énekek éneke a havasok, erdők és lápok csavargó szürke fiairól; Szlovákiai Szépirodalmi, Bratislava, 1958; 2. kiad. 1966
- 1959 Bélai bacilus. Szabad Földműves 10/64, 5 (augusztus 12.)
- 1959 Gólyamentés. Vadászati Szemle (december 30.)
- Vadászkrónika. Egy öreg vadász naplójából; Szlovákiai Szépirodalmi, Bratislava, 1960
- Négy felvidéki vadász. Gyimesi György, Jurán Vidor, Justh Ödön, Motesiky Árpád; TerraPrint, Bp., 1996
- Szepességi vadászhistóriák; vál., szerk., bev. Motesíky Árpád; Nimród Alapítvány–Nimród Vadászújság–DNM, Bp.–Százhalombatta, 1997; 2. kiad. 2005 – közte részletek a Don Péter című önéletrajzi regényből
- Vadászatok, emlékek, történetek; TerraPrint, Bp., 1998
- Jurán Vidor relikviák; szerk. Motesiky Árpád; sajtó alá rend., életrajz Stollmann András; TerraPrint, Bp., 2000 (Írások a hajdani vadászvilágból) – 34 történet januártól decemberig
- Egy vadásznap a Tátrában; vál., szerk., utószó Horváth József; Lazi, Szeged, 2017